# National Soccer League (1979)
National Soccer League 1979 – trzecia edycja piłkarskiej ligi National Soccer League (NSL). W trzecim sezonie wystąpiło 14 drużyn, tytuł mistrzowski zdobyła drużyna Marconi Fairfield.

## Uczestnicy sezonu 1979
- Adelaide City
- APIA Leichhardt Tigers
- Brisbane City FC
- Brisbane Lions
- Canberra City FC
- Heidelberg United
- Footscray JUST
- Marconi Fairfield
- Newcastle KB United
- South Melbourne FC
- St. George Saints
- Sydney City
- Sydney Olympic
- West Adelaide

## Rozgrywki

### Tabela
| Lp | Drużyna                    | M  | Z1 | R | P  | B+ | B– | +/– | Pkt |
| -- | -------------------------- | -- | -- | - | -- | -- | -- | --- | --- |
| 1  | Marconi Fairfield2         | 26 | 15 | 6 | 5  | 58 | 32 | +26 | 40  |
| 2  | Heidelberg United2         | 26 | 14 | 7 | 5  | 44 | 30 | +14 | 36  |
| 3  | Sydney City2               | 26 | 15 | 3 | 8  | 47 | 29 | +18 | 34  |
| 4  | Brisbane City FC2          | 26 | 14 | 5 | 7  | 38 | 30 | +8  | 34  |
| 5  | Adelaide City2             | 26 | 13 | 6 | 7  | 43 | 27 | +16 | 33  |
| 6  | Newcastle KB United2       | 26 | 11 | 9 | 6  | 43 | 30 | +13 | 32  |
| 7  | West Adelaide2(M)          | 26 | 10 | 4 | 12 | 28 | 31 | -3  | 25  |
| 8  | APIA Leichhardt Tigers (B) | 26 | 11 | 3 | 12 | 29 | 37 | -8  | 25  |
| 9  | Brisbane Lions             | 26 | 8  | 6 | 12 | 28 | 40 | -12 | 22  |
| 10 | Footscray JUST2            | 26 | 8  | 3 | 15 | 29 | 43 | -14 | 20  |
| 11 | St George Saints           | 26 | 7  | 6 | 13 | 27 | 43 | -16 | 20  |
| 12 | Canberra City FC           | 26 | 6  | 8 | 12 | 25 | 41 | -16 | 20  |
| 13 | Sydney Olympic3            | 26 | 7  | 5 | 14 | 23 | 30 | -7  | 19  |
| 14 | South Melbourne FC2        | 26 | 6  | 3 | 17 | 26 | 45 | -19 | 16  |

 a) Oznaczenia: M - mistrz kraju z sezonu 1978, B - beniaminek.

b) Cztery najlepsze drużyny awansowały do serii finałowej.

c) Uwagi: 1 Za wygrany mecz przyznawano 2 punkty. 
2 Przyznawano bonusowe punkty za wygranie meczu różnicą 4 goli lub większą. Drużyna Marconi Fairfield zdobyła 4 dodatkowe punkty, natomiast pozostałe po 1 punkcie. 
3 Klub został zdegradowany przez zarząd NSL do 1 stanowej ligi, stanu Nowa Południowa Walia.

### Seria finałowa
Seria finałowa w sezonie 1979 miała jedynie charakter pokazowy i nie decydowała o tytule mistrza kraju. Rozwiązanie to było kompromisem pomiędzy australijską tradycją a światowym trendem. W Australii tradycyjnie mistrz rozgrywek wyłaniany był po zakończeniu sezonu zasadniczego w meczu Grand Final, na świecie mistrz rozgrywek wyłaniany był po zakończeniu regularnego sezonu. W sezonie 1979 seria finałowa była podzielona na dwie fazy: Grupę Mistrzowską i dwumecz Grand Final. Do Grand Final awansowały dwie najlepsze drużyny z Grupy Mistrzowskiej.   

#### Grupa Mistrzowska
| Lp | Drużyna           | M | Z1 | R | P | B+ | B– | +/– | Pkt |
| -- | ----------------- | - | -- | - | - | -- | -- | --- | --- |
| 1  | Sydney City       | 3 | 2  | 0 | 1 | 4  | 3  | +1  | 4   |
| 2  | Brisbane City FC  | 3 | 2  | 0 | 1 | 6  | 7  | -1  | 4   |
| 3  | Heidelberg United | 3 | 1  | 0 | 2 | 8  | 7  | +1  | 2   |
| 4  | Marconi Fairfield | 3 | 1  | 0 | 2 | 3  | 4  | -1  | 2   |

a) Dwie najlepsze drużyny awansowały do Grand Final.

b) Uwagi: 1 Za wygrany mecz przyznawano 2 punkty.

#### Grand Final
| 28 października 1979 | Sydney City · Marcos Silva 76' | 1 – 0Raport | Brisbane City FC | Wentworth Park Widzów: Ken Allen Sędzia: 2 532 |
|                      |                                |             |                  |                                                |

| 4 listopada 1979 | Brisbane City FC · Barry Kelso 78' | 1 – 1Raport | Sydney City · 84' Mark Trenter | Perry Park Widzów: Don Campbell Sędzia: 4 200 |
|                  |                                    |             |                                |                                               |

## Nagrody
- Zawodnik roku: Ivo Prskalo (Marconi Fairfield)
- Trener roku: Les Scheinflug (Marconi Fairfield)